# 弗拉德·蒙特亞努
弗拉德·蒙特亞努（Vlad Munteanu，1981年1月16日—）是一位羅馬尼亞足球運動員，司職中場，目前效力於羅馬尼亞足球甲級聯賽球會布加勒斯特戴拿模。

## 生平

### 球會
蒙特亞努在2006年由布加勒斯特戴拿模轉會到德甲球會科特布斯。2007年又轉會到了禾夫斯堡，不受重用，先後被外借到歐塞爾、比勒費爾德及FSV法兰克福。
2011年1月23日蒙特亞努與禾夫斯堡提前解除尚餘半年的合約，返國加盟布加勒斯特戴拿模。

### 國家隊
蒙特亞努曾代表羅馬尼亞U-21上陣8場及射入1球，於2002年8月21日唯一一次代表大國腳對希臘。

## 外部連結
- （英文） romaniansoccer：弗拉德·蒙特亞努 （页面存档备份，存于）